# 뉴헤이븐 콜리시엄
뉴헤이븐 콜리시엄(New Haven Coliseum)은 미국 코네티컷주 뉴헤이븐에 위치한 실내 경기장이다. 과거 AHL 뉴헤이븐 나이트호크스, 뉴헤이븐 세너터스, 비스트 오브 뉴헤이븐의 홈경기장으로 사용했다.